# 선인
선인(仙人, 영어: xian)은 신선(神仙 · 神僊)이라고도 말한다. 처음에 선인은 인간과는 별개의 신(神)으로 간주되어 방사(方士: 일종의 샤먼)의 중개로 인간에게 불로불사의 약을 마련해 주는 것으로 여겨졌는데, 뒤에는 도가 사상과 결합되어 인간이 수행에 의하여 이룩할 수 있는 것으로 되었다. 선인은 초인적 능력을 지녔으며 속세를 초월한 불로불사의 존재로서 중국인의 이상적 인격상(人格像)이다. 신선설(神仙說) 또는 신선 사상(神仙思想)은 불로불사의 신선 또는 선인(仙人)이 실재한다는 것과 인간이 선인이 될 가능성을 가졌다고 믿는 사상이다.이것은 중국 신화와 도교 신앙의 신(神 · 神祇)과 다릅니다.

## 선인의 종류
《포박자》에 따르면, 일단 죽으면 바로 선인이 되는 시해선(尸解仙. 예: 한나라의 무제), 수행을 쌓아서 단약(丹藥)을 복용하면 천선(天仙)이 될 수 있는 지선(地仙. 예: 팽조), 또한 낮에 승천하여 천지의 사이를 자유자재로 비상하면서 천상계(天上界)에 살고 있는 천선(天仙. 예: 황제)의 3종이 있다.

## 선인의 역할
선인은 인간계에도 자유로이 출현하여 인간과도 교섭을 가지며 수행자에게 경문류(經文類)나 비전(秘傳)을 주기도 한다. 또한 도교 교단의 창시(創始)와 관련된 신화 가운데 자주 등장하여 그 교파(敎派)의 교법에 권위를 부여해 주는 것도 선인이었다.

## 신선설
신선설(神仙說)은 불로불사의 신선 또는 선인(仙人)이 실재한다는 것과 인간이 선인이 될 가능성을 가졌다고 믿는 사상이다.

### 역사

중국 산둥성

신선설은 중국 진(秦) 나라 사람인 갈홍(葛洪, 283~343)의 <포박자>(抱朴子)에 나오듯이 옛날에 황제(黃帝)가 동(東)에 있는 청구(靑丘) 땅에 이르러 풍산(風山)을 지나는 자부선인(紫府仙人)을 만나 〈삼황내문〉(三皇內文)을 받았다(昔黃帝東到靑丘 過風山 見紫府先生 受三皇內文)는 기록에서 찾아 볼 수 있는 사상이며 동북아지역에 널리 퍼져있는 설화이다.
하지만 중국에서는 기원전 3세기경 산둥성(山東省)의 해안지방에서 발생한 것으로 알려져 있다. 초기에는 인간이 선인으로 된다고는 생각하지 않았던 듯하며, 선인은 인간계와는 별도로 불사(不死)의 약(藥)이 있는 낙원(樂園)에 살고 있는 일종의 신(神)이라 믿었다. 별천지, 무릉도원, 정토, 낙원 등으로 알려져 있는데 이러한 낙원으로는 봉래산(蓬萊山) · 방장산(方丈山) · 영주산(瀛洲山)의 삼신산(三神山) 등이 있었는데, 삼신산은 산둥반도(山東半島)의 동쪽 해상에 있으며 멀리서 바라보면 구름으로 보이고 가까이 가면 없어져버리는 신기루와 같은 낙원이다. 또한 불사의 약도 신(神)과 인간을 중개(仲介)하는 방사(方士: 일종의 샤먼)에 의해 제사(祭祀)를 통해서 구할 수 있다고 하였다.
이후 기원전 1세기경부터는 인간이 선인으로 된다고 믿게 되었으며, 동시에 선인이 되면 불로불사의 초인적 신통력을 얻게 되고 천지 사이를 자유로 비상하는 것(도가계통의 이상을 그린 인간상)이라 하였다. 이후부터 선인이 되는 여러 가지 방법에 관한 설이 활발하게 나오기 시작하였다.
4세기가 되면서부터 신선사상은 불사(不死)를 얻기 위한 여러 방법과 함께 갈홍(葛洪)의 《포박자(抱朴子)》에 의해 체계가 세워져 비로소 도교에 도입되었으며, 신천사도(新天師道)와 모산파에 의해 도교의 중핵적(中核的)인 요소가 되기에 이르렀다.

### 수행법
불사를 얻기 위한 여러 방법은 조식(調息) · 도인(導引) · 방중(房中) 등의 수행에 의한 양생법(養生法)과 불로불사의 약인 단(丹) 또는 금단(金丹)을 만들어 복용하는 것의 두 가지로 대별되는데, 어느 것이나 육체 자체를 불사(不死)케 하는 것으로 되어 양자 병용이 중시되었다.

### 선인
사람이 선인이 되는 것이라고 하면 결과적으로 과거의 인간으로서 선인이 된 사람들이 설정된다. 그가 바로 황제(黃帝) · 노자 등이다. 이들 선인(仙人)들은 모두 산에 살고 있으며 하늘과 땅 사이를 자유로이 왕래하고 때로는 인간계에도 나타나서 인간과 교섭을 가지는 것으로 생각되었다.
도교 제파(諸派)의 창시와 관련을 가진 신화(神話)에는 거의 모두가 선인 내지 선인과 같은 신(神)이 등장해서 창시자에게 근본경전이나 비전(秘傳), 또는 그들의 권위나 신의 보호를 보증해 주는 부록 등을 주고 있다. 또 선인이 되어 승천(昇天)했다고 하는 창시자도 있다.
태백산 사선각의 사선(四仙)은 배달나라와 단군조선 시대에 명성이 자자하던 선인으로서 선인(仙人) 중의 선인(仙人)을 가리키는데, 서기전 3500년경의 발귀리(發貴理) 선인과 서기전 2700년경의 자부선인(紫府仙人)과, 서기전2240년경의 대련(大連) 선인과 서기전 2180년경의 을보륵(乙普勒) 선인이다.
발귀리 선인은 하도(河圖)와 8괘역(卦易)의 주인공인 태호복희(太皞伏羲)와 동문수학(同門受學)한 분으로서, 서기전 3897년 갑자년에 배달나라를 개천(開天)하신 한웅천왕(桓雄天王)의 원각(圓覺)을 찬양하면서, 일체삼용(一體三用)인 원(圓), 방(方), 각(角)의 무극(無極), 반극(反極), 태극(太極)의 원리를 시(詩)로 읊었다.
자부선인은 천하(天下)의 도(道)를 어지럽히며 치우천왕에게 100여회의 전쟁으로 도전하였던 황제헌원(黃帝軒轅)에게 삼황내문경(三皇內門經)의 가르침을 전수(傳授)하여, 황제헌원으로 하여금 도(道)를 깨닫게 함으로써, 황제헌원은 치우천왕에게 진정한 신하로서 굴복하여 오방(五方) 천자(天子)의 하나인 황제(黃帝)로 인정받게 되었던 것이다. 자부선인은 발귀리 선인의 후손이라 전하며, 광성자(光成子), 광명왕(光明王)으로 불리기도 한다.
대련(大連)은 일명 묘전랑(妙佺郞)이라고도 불리는데, 형제간인 소련(少連)과 더불어 효도에 밝았으며, 하은주(夏殷周)의 3년상의 전통이 여기서 시작되었다고 보고 있다. 그토록 공자가 유학의 경전 등에서 칭송하는 이유가 바로 여기에 근거를 두고 있다.
을보륵 선인은 삼랑(三郞)의 직책을 수행하였는데, 삼랑은 삼신시종랑(三神侍從郞)의 준말로서 삼신(三神)을 모시고 제사(祭祀)를 지내는 벼슬이다. 을보륵 선인은 서기전 2182년에 단군조선 제3대 가륵(嘉勒) 천왕(天王)에게 신왕종전(神王倧佺)의 도(道)를 설파하였으며, 서기전 2181년에는 가림토(加臨土)라 불리는 바른소리 글자인 정음(正音) 38자를 정리하였다.
소련(少連)과 대련(大連)은 공자(孔子)보다 약 1700년 이전의 인물로 신선불사예의(神仙不死禮義)의 나라였던 단군조선의 중신(重臣)으로서 당시 효(孝)의 표상(表象)이 되었으며, 그 상례(喪禮) 등의 예법은 고대중국의 상례(喪禮)와 제례(祭禮)의 표본이 되어 유학을 통하여 지금까지 전승되어 내려 오는 것이다.

## 같이 보기
- 팔선
- 남극선옹
- 마고 (신화)
- 리쉬
- 지괴소설

## 참고 문헌
- 이 문서에는 다음커뮤니케이션(현 카카오)에서 GFDL 또는 CC-SA 라이선스로 배포한 글로벌 세계대백과사전의 "선인" 항목을 기초로 작성된 글이 포함되어 있습니다.
- 이 문서에는 다음커뮤니케이션(현 카카오)에서 GFDL 또는 CC-SA 라이선스로 배포한 글로벌 세계대백과사전의 "신선설" 항목을 기초로 작성된 글이 포함되어 있습니다.